# Richard von Foregger (chemik)
Richard von Foregger (ur. 27 czerwca 1872 w Wiedniu, zm. 18 stycznia 1960 w Roslyn) – amerykański chemik i przedsiębiorca pochodzenia austriackiego, w młodości pływak, uczestnik letnich igrzysk olimpijskich w 1900 w Paryżu.

## Życiorys
Urodził się w Wiedniu. Jego ojciec, również nazywający się Richard von Foregger, był adwokatem, a w latach 1873–1897 posłem do austriackiej Rady Państwa. Von Foregger ukończył studia chemiczne na Uniwersytecie Ludwika i Maksymiliana w Monachium, a następnie na Uniwersytecie w Stuttgarcie. Uzyskał stopień doktora chemii na Uniwersytecie w Bernie w 1896. Następnie pracował w Rosji przy budowie kolei transsyberyjskiej i w Stanach Zjednoczonych w General Electric.
W 1900 został wysłany jako przedstawiciel General Electric na wystawę światową do Paryża. Wówczas wziął udział w igrzyskach olimpijskich, w pływaniu na dystansie 200 metrów stylem dowolnym, lecz odpadł w eliminacjach z czasem 4:32,0.
W 1902 powrócił do Stanów Zjednoczonych i pracował dla przedsiębiorstw chemicznych, m.in. opracowując metodę wytwarzania nadtlenków cynku i magnezu. Od 1906 zainteresował się konstruowaniem urządzeń ratujących życie. Wynalazł przenośny generator tlenu, a następnie pracował przy tworzeniu i udoskonalaniu innych urządzeń anestezjologicznych. W 1910 roku przyjął obywatelstwo amerykańskie. a w 1914 założył własne przedsiębiorstwo produkujące aparaturę do znieczulania, które istniało po jego śmierci do 1984.